# ザ・バイト
『ザ・バイト』は、ロバート・キングとミシェル・キングが制作したアメリカ合衆国のコロナウイルスを題材にした風刺ドラマテレビシリーズ。2021年5月21日にスペクトラム・オリジナルズで初公開された。日本では、2022年5月25日にHuluから独占配信された。

## あらすじ
宿主変異を起こしたゾンビウイルス（SARS CoV-2ウイルス）が、COVID-19パンデミックの第二波とともにNYに到来してしまう。医師のレイチェルと隣人で作家志望のリリーは、世界を救うために立ち上がる。

## キャスト
※括弧内は日本語吹替。
- レイチェル・ブテラ: オードラ・マクドナルド（斉藤貴美子[7]）
- リリー・ライトハウザー: テイラー・シリング（園崎未恵[8]）
- ザック博士: スティーヴン・パスクァール
- シドニー・エステレオ: フィリッパ・スー
- ジョエル: ライアン・スパーン（水越健）
- ジョシュ: マイケル・ユーリー
- ブライアン・リッター: ウィル・スウェンソン
- チャールズ・マクルージ: リチャード・H・ブレイク（上住谷崇）
- ダイアン・ライトハウザー: キャスリーン・マクネニー（かつやままさみ）
- ヘスター・ブテラ: レスリー・アガムズ
- リサ・クイント: リンダ・エモンド
- ヴェルーカ: ジョアンナ・グリーソン（澤崎アケミ）